# Слов'янська гімназія (Київ)
Слов'я́нська гімна́зія — середній навчальний заклад у Києві.

## Віхи становлення
Слов'янська гімназія відкрилася 1 вересня 2001 року. В гімназії навчається близько двох тисяч учнів та викладає близько сотні кваліфікованих вчителів, більшість з яких відзначені нагородами та здобутками у сфері освіти.   
Гімназія пропонує гімназистам різноманітні курси, факультативи, гуртки та спортивні секції. 
Навчальний заклад має все необхідне для ефективного навчально-виховного процесу обладнання, включно з комп'ютерними класами, спортивними залами та ігровим центром. 
Гімназія підтримує творчі зв'язки з більшістю найкращих вищих навчальних закладів України та партнерські зв'язки, з відповідними закладами Польщі, Чехії, Чорногорії, Хорватії та Болгарії.